# Tvekamp av Elbogen
Le Tvekamp av Elbogen est le nom donné à une réplique de cogue dont l'épave a été retrouvée en 1991 par le Fotevikens Museum (sv) à Skanör dans le Øresund.

Son port d'attache est le musée maritime de Malmö  en  Suède.
Il existe aussi une réplique d'une plus petite cogue appelée Enighet av Elbogen.

## Histoire
L'épave  retrouvée de cette cogue est probablement d'origine polonaise de la fin du XIVe siècle. Elle serait un bateau-pirate de la Ligue hanséatique d'un groupe dit Frère des victuailles.

Cette réplique grandeur nature, construite à Malmö ,dont le vieux nom était Elbogen, a été lancé en 2001. Tvekamp av Elbogen (Duel de Elbogen) fut la plus grande réplique de cogue hanséatique  jusqu'au lancement de Wissemara en 2006. Il a participé plusieurs fois à la Hanse Sail de Rostock.